# Garretson
Garretson è un centro abitato (city) degli Stati Uniti d'America, situato nella contea di Minnehaha nello Stato del Dakota del Sud. La popolazione era di 1,166 persone al censimento del 2010.

## Storia
La città prende il nome da A. S. Garretson, un banchiere locale.

## Geografia fisica
Garretson è situata a 43°42′52″N 96°30′07″W (43.714479, -96.502020).
Secondo lo United States Census Bureau, ha un'area totale di 1,49 miglia quadrate (3,86 km²).

## Società

### Evoluzione demografica
Secondo il censimento del 2010, c'erano 1,166 persone.

### Etnie e minoranze straniere
Secondo il censimento del 2010, la composizione etnica della città era formata dal 98,5% di bianchi, lo 0,3% di afroamericani, lo 0,3% di nativi americani, e lo 0,9% di due o più etnie. Ispanici o latinos di qualunque etnia erano lo 0,3% della popolazione.